# Nieomylność
Nieomylność – pojęcie i dogmat w Kościele katolickim. 
Zakłada, że Bóg powierzył Kościołowi depozyt Objawienia. Ponieważ pochodzi on od Boga, nie może zawierać błędu ani pomyłki. Kościół od początku swego istnienia jest przekonany o wierności w zachowaniu i przekazie prawd wiary. Aby Objawienie przetrwało w Kościele nieskażone i tożsame, Chrystus wyposażył go w specjalny charyzmat zwany nieomylnością.
Nieomylność ta najściślej konkretyzuje się w nieomylności papieskiej, ogłoszonej jako dogmat na Soborze Watykańskim I w 1870 roku.